# Damięccy herbu Dąbrowa

Herb Dąbrowa

Damięccy herbu Dąbrowa, znani również jako Damieńscy i Dameccy – polski ród szlachecki wywodzący się z Mazowsza.
Na przestrzeni lat członkowie rodu Damięckich piastowali liczne urzędy oraz przelewali krew w obronie ustroju Rzeczypospolitej. W swej większości rodzinnej byli szlachtą zagrodową.

## Etymologia nazwiska
Damięccy wzięli swe nazwisko od wsi Damięty, zlokalizowanej w powiecie ciechanowskim, na pamiątkę której po przeprowadzce do powiatu ostrołęckiego założyli tam osadę z tą samą nazwą (Damięty).

## Historia
Pierwszymi znanymi nam przedstawicielami rodu Damięckich są Jakub oraz Mateusz, synowie Stanisława, którzy otrzymali konsens królewski w 1557 r. na odstąpienie młyna w Osownicy nieznanemu z imienia Kobylskiemu.
Kolejni z rodu Damięckich to min. Wojciech, który pełnił urząd podpisarza grodzkiego ciechanowskiego w 1611 roku oraz Stanisław, który wspólnie z żoną, Heleną z rodu Czychrowskich, nabył część Biejkowa w 1673 roku. Elżbieta, córka wspomnianego Stanisława, wyszła za Jakóba Zaleskiego w 1663 roku.
Jakub i Piotr podpisali się za elekcją króla Michała Wiśniowieckiego z ziemią różańską. Elekcję Augusta II podpisali natomiast: Andrzej, Grzegorz, Jakub, Marcin, Mikołaj, Piotr, Sebastian i Stanisław z ziemią ciechanowską; Adam, Dominik, Paweł i Walenty z ziemią łomżyńską, a Adam z ziemią nurską.
Wojciech Damięcki, syn Piotra (właściciel Czajek w dawnej ziemi zakroczymskiej) ożenił się po raz pierwszy z nieznaną z nazwiska Marianną. Jego drugą żoną była natomiast Ewa Wyrzykowska, córka Jana, który przepisał jej 300 fl. w Czajkach. Wojciech był ojcem czterech synów: Tomasza (z pierwszego małżeństwa, urodzonego w Woli Wierzbowskiej w 1700 roku) oraz Franciszka, Andrzeja i Wojciecha (z drugiego małżeństwa). Tomasz, wspomniany syn Wojciecha, pozostawił syna Sebastiana, który stał się właścicielem Damięt, w powiecie ostrołęckim, w których w 1741 roku, zapisał swojej żonie – Joannie Dzbyńskiej (córce Piotra) – nieznaną sumę pieniędzy.
Kolejny z rodu Damięckich, Grzegorz, syn Sebastiana, nabył w 1765 roku Chmielówkę od nieznanej z imienia Rudzińskiej. Ożenił się z Wiktorią z rodu Celińskich, z którą miał synów; Leonarda (ur. w Damiętach-Przastach w 1763 roku) Tomasza, Stefana oraz córkę Teklę, która wyszła z mąż za Franciszka Zaruskiego.
Leonard, szambelan dworu polskiego i generalny rewizor prowincji mazowieckiej, nabył Slasy i Jaciążek, od nieznanego z imienia Krajewskiego, w 1795 roku. Ożenił się z Marianną z rodu Rzechowskich, z którą miał dwóch synów: Adama, ur. w Slasach w 1807 r. i Fortunata, ur. w 1818 r. w tej samej miejscowości. Obaj synowie zostali wylegitymowani ze szlachectwa w Królestwie Polskim, w latach 1838 i 1842.
Inny Damięcki, Stanisław Antoni Leonard, syn Adama i Marianny z rodu Zielińskich, podkomorzanki nurskiej, ur. w 1831 r., również został wylegitymowany ze szlachectwa – w 1852 roku.
Tomasz, brat Leonarda został burgrabią grodzkim ciechanowskim w roku 1782, chorążym kawalerii narodowej w roku 1787, pułkownikiem w roku 1790. W końcu został generałem adiutantem komisji wojskowej w roku 1792, a w roku 1787 zeznał zapis dożywocia z żoną, Justyną z rodu Rogowskich, chorążanką warszawską. Dodatkowo, Stefan, ich brat, był porucznikiem kawalerii narodowej.
Franciszek, jeden z czterech synów Wojciecha Damięckiego, pierwszy raz żonaty był z Teresą Jezierską, drugi z Anną Gąsecką, wdową po Mateuszu Bieńkowskim i po Mateuszu Kruszyńskim, która zmarła bezdzietnie w roku 1717. Franciszek z pierwszej żony pozostawił syna Kazimierza, urodzonego w Bieńkach-Żarnych w roku 1710. Kazimierz miał syna Antoniego urodzonego w roku 1756 w Damiętach-Przastach. Antoni natomiast miał dwie żony. Z pierwszą, Józefą z rodu Damięckich, miał syna Seweryna urodzonego w roku 1797 w Damiętach-Nawrotach, a z drugą, Józefą z rodu Milewskich, również syna, Ferdynanda, urodzonego w 1812 roku w tej samej miejscowości. Obaj synowie zostali wylegitymowani ze szlachectwa w Królestwie Polskim w roku 1842.
Andrzej, syn Wojciecha, kwitował nieznanego z imienia Żmijewskiego z odbioru nieznanej sumy pieniędzy w 1748 roku. Miał on również z Franciszką z rodu Gąsieckich syna Wojciecha urodzonego w roku 1741 w Maruszach. Syn Wojciecha pozostawił syna Józefa urodzonego również w Maruszach w roku 1776. Józef natomiast pozostawił wraz z Cecylią Załuską syna Jana rodzonego w roku 1816 w Maruszach. Jan legitymował się ze szlachectwa z Królestwie Polskim w roku 1848.
Wojciech, syn Wojciecha, sprzedał w 1772 r. swoją dziedziczną część w Maruszach Wielkich nieznanemu z imienia Niesłuchowskiemu. Syn jego, Fabian, poczęty w małżeństwie z Marianną z Brzosków, kwitował w roku 1796 swojego brata Franciszka, z odbioru spadku po rodzicach. Syn Fabiana natomiast, Jan Gwalbert (urodzony w Maruszach w roku 1814) legitymował się ze szlachectw w Królestwie 1848 roku.
Walenty Damięcki, syn Marcina, zapisał w roku 1777 w Damiętach nieznaną sumę pieniędzy swojej żonie, Apolonii z rodu Mierzejewskich, córce Antoniego. Syn Walentego, Szymon, urodzony w roku 1785 w Damiętach ożenił się z Marianną z rodu Chlestowskich, z którą miał syna Andrzeja Piotra, urodzonego w roku 1825 w Damiętach. Został on wylegitymowany ze szlachectwa w Królestwie w roku 1852.
Kolejnymi znanymi przedstawicielami rodu jest Wojciech, proboszcz w miejscowości Pustelnik w 1791 roku oraz Paweł żonaty z Franciszką z rodu Damięckich w roku 1796.

## Znani członkowie
- Dobiesław Damięcki (1899–1951) – aktor filmowy i teatralny, powstaniec śląski, żołnierz POW.
- Damian Damięcki (ur. 1941) – aktor filmowy i teatralny.
- Maciej Damięcki (1944–2023) – aktor filmowy i teatralny.
- Grzegorz Damięcki (ur. 1967) – aktor filmowy i teatralny.
- Mateusz Damięcki (ur. 1981) – aktor filmowy i teatralny.
- Matylda Damięcka (ur. 1985) – aktorka filmowa i teatralna.